# Micromax A110 Canvas 2
De Micromax A110 Superfone Canvas 2 of Micromax A110 Canvas 2 is een low-budgetphablet van de Indiase fabrikant Micromax. Het toestel wordt geleverd met Android-versie 4.0.4, ook wel Ice Cream Sandwich genoemd en is de opvolger van de Micromax Canvas A100. Het is op de Indiase markt uitgebracht en is verkrijgbaar in het zwart en in het wit.
De A110 Canvas 2 heeft een schermdiagonaal van 5 inch en behoort daarmee tot de phablets, een categorie gelegen tussen de smartphones en de tablets. Ondanks het grote scherm heeft het toestel een relatief lage resolutie, 854 bij 480 pixels. De A110 Canvas 2 gebruikt een dualcore-processor van 1 GHz. Aan de achterkant van de phablet bevindt zich een 8 megapixelcamera en aan de voorkant is er een camera met VGA-resolutie om mee te kunnen videobellen. 